# Вальдеаренас
Вальдеаренас (ісп. Valdearenas) — муніципалітет в Іспанії, у складі автономної спільноти Кастилія-Ла-Манча, у провінції Гвадалахара. Населення — 109 осіб (2010).
Муніципалітет розташований на відстані близько 75 км на північний схід від Мадрида, 24 км на північний схід від Гвадалахари.

## Демографія
Динаміка населення (INE ):